# 韩玖诺
韓玖諾（1992年2月19日—），出生於遼寧省遼陽巿，中華人民共和國女演員。在2016年12月因在《萌妃駕到》中飾演曲婉婉一角而正式進入演藝圈，同月23日首發單曲《胖子胖子》。

## 電視劇
| 首播年份 | 剧名                        | 角色                 |
| 2018年   | 《萌妃駕到》                | 曲婉婉               |
| 2019年   | 《庆余年》                  | 葉靈兒               |
| 2020年   | 《冰糖炖雪梨》              | 张阅微               |
| 2020年   | 《那江烟花那江雨 》(網絡劇) | 李彩凰(鈕祜祿•萩祺） |
| 2021年   | 《舍我其谁》                | 程意                 |
| 2021年   | 《问天录》(2017年拍攝)      | 央紅雪               |